# Campos dos Goitacazes
Campos dos Goytacazes (phát âm tiếng Bồ Đào Nha: [ˈkɐ̃puʒ duʒ gojtaˈkaziʃ]) là một khu tự quản và thành phố Brasil. Thành phố Campos dos Goitacazes thuộc bang Rio de Janeiro. Dân số theo điều tra năm 2010 của Viện Địa lý và Thống kê Brasil là 434.008 người. Đây là thành phố đông dân thứ 45 của Brasil. Thành phố có diện tích 4.031,910 km² là khu tự quản lớn nhất bang. Khu vực này có độ cao 14 mét.